# Icarly (2021)
iCarly är en amerikansk streamad TV-serie samt en reboot på TV-serien med samma namn som gick på Nickelodeon mellan åren 2007 och 2012. I rollerna syns Miranda Cosgrove, Jerry Trainor, Nathan Kress, Laci Mosley och Jaidyn Triplett, där de tre förstnämnda skådespelarna återigen spelar sina roller som de hade i originalserien. Serien hade premiär på streamingtjänsten Paramount+ den 17 juni 2021. I juli samma år blev serien klar för en andra säsong. Den nya säsongen hade premiär den 8 april 2022.

## Handling
Det har nu gått flera år sedan händelserna från originalserien. Carly (Miranda Cosgrove) har nu flyttat tillbaka till Seattle och bor tillsammans med sin rumskompis Harper (Laci Mosley). En dag bestämmer hon sig för att återigen starta upp iCarly och tar därför hjälp av sin storebror Spencer (Jerry Trainor) och sin kompis Freddie (Nathan Kress) samt av Freddies styvdotter Millicent (Jaidyn Triplett).